# Andora na Letnich Igrzyskach Olimpijskich 1976
Andorę na Letnich Igrzyskach Olimpijskich 1976 reprezentowało trzech zawodników.

## Reprezentanci

### Boks
mężczyźni
- waga lekkociężka: Joan Claudi Montane – 9. miejsce

### Strzelectwo
mężczyźni
- trap mieszany: Joan Tomas – 33. miejsce
- trap mieszany: Esteve Dolsa – 35. miejsce